# Ciobotarivka, Odesa
Ciobotarivka (în ucraineană Чоботарівка) este un sat în comuna Usatove din raionul Odesa, regiunea Odesa, Ucraina.

## Demografie
Componența lingvistică a localității Ciobotarivka
     Ucraineană (80,16%)
     Rusă (17,81%)
     Română (1,62%)
Conform recensământului din 2001, majoritatea populației localității Ciobotarivka era vorbitoare de ucraineană (80,16%), existând în minoritate și vorbitori de rusă (17,81%) și română (1,62%).